# Perovskit
Perovskit là khoáng vật calci ti tan oxide thuộc nhóm calci titanat có công thức hóa họcCaTiO3.
Khoáng vật này do Gustav Rose phát hiện năm 1839 ở vùng núi Ural của Nga và được đặt theo tên nhà khoáng vật học người Nga L. A. Perovski (1792-1856).
Nó mang tên của lớp hợp chất có cùng cấu trúc tinh thể là CaTiO3 (XIIA2+VIIB4+X2-3) hay cấu trúc perovskite.

## Phân bố
Perovskit được tìm thấy trong các đá skarn cacbonat biến chất tiếp xúc ở Magnet Cove, Arkansas. Nó có mặt trong các khối đá vôi biến bị thay thế bị thải ra từ núi Vesuvius, trong clorit và  schist tan ở núi Uran và Thụy Sĩ. Nó còn được tìm thấy ở dạng khoáng vật nguyên thủy trong các đá mácma mafic và kiềm, nepheline syenit, melilitit, kimberlit và hiếm gặp trong cacbonatit. Perovskit là khoáng vật phổ biến trong hỗn hợp giàu Ca-Al được tìm thấy trong một số thiên thạch chondrit.
Một biến thể chứa đất hiếm là knopite, (Ca,Ce,Na)(Ti,Fe)O3) được tìm thấy trong các đá xâm nhập kiềm ở bán đảo Kola và gần Alnö, Thụy Điển. Một biến chể chứa niobi là dysanalyt, có mặt trong đá vôi biến chất tiếp xúc ở Baden, Đức.